# Gertrud von Comburg
Gertrud von Comburg (* um 1095; † 1130/31) war eine Adlige.
Gertrud von Comburg war die Tochter von Heinrich Graf von Comburg und Rothenburg und der Geba, die eine Tochter des Grafen Ebo von Mergentheim war. Gertrud von Comburg wurde in der Benediktinerabtei Lorch beigesetzt. Auf eine von Hansmartin Decker-Hauff vermutete erste Ehe des späteren staufischen Königs Konrads mit Gertrud von Comburg finden sich keine Hinweise.